# 八掌溪橋
臺鐵縱貫線八掌溪橋是位於中華民國（台灣）嘉義縣水上鄉與臺南市後壁區的一座鐵路橋樑，跨越八掌溪，連接嘉義縣水上鄉南靖車站與臺南市後壁區後壁車站，現役橋梁在1990年重建完成並於次年（1991年）通車。

## 沿革與設計

### 第一代橋
1895年日本統治台灣後，除了改建原北部之清代鐵路以外，並自1899年起由南、北兩端建設縱貫線，南部路線由臺灣總督府鐵道部打狗出張所從打狗往北鋪設，1902年初路線推進到嘉義，在跨越八掌溪處所先建臨時便橋應急，長97.5公尺，1902年2月20日試運轉，並隨著嘉義～水堀頭（今水上車站）～後壁藔～新營路段在1902年4月20日通車而啟用。
而就在臨時橋通車的前幾日，永久橋（第一代橋）於1902年4月15日開工興建，原名「八獎溪橋」，長196.6公尺，為10孔跨徑60呎的鈑梁橋，橋墩以磚、石混砌，沉箱基礎深入河床15至20呎，1903年2月20日竣工，工程包商為久米組。

#### 意外
1902年5月10日，鐵道部道班工施攴生疑似在巡道時遭火車撞擊，事後有關單位在一代橋南岸設立約100公分高、50公分寬的大型石頭墓碑，正面（方位向西）與背面分別刻上：

依據鐵道研究者杜怡和調查，該石頭墓碑於2005年仍立於八掌溪南岸。

#### 水患
1914年7月13日暴風雨來襲，第一代八掌溪橋3處橋墩遭洪水沖倒、4支鋼梁落橋流失，交通中斷。一代橋斷橋後，橋梁兩端站水堀頭站（今南靖車站）～後壁藔站間改採步行接駁，甚至部分列車停駛嘉義～臺南路段。同月24日下午，臨時橋架設竣工通車
第一代橋遭沖毀後，其遺留在行水區的舊紅磚橋墩，於2003年由水利單位拆除。

### 第二代橋
因應第一代橋1914年遭沖毀，臺灣總督府鐵道部在一代橋下游側新建第二代橋，隔年（1915年）5月30日完成，為12孔跨度19.2公尺上承式鋼鈑梁單線鐵路橋，沉箱基礎深10至13公尺:19-4。　
由於台灣日治時期前期八掌溪名稱常出現異字寫法（獎、掌等字），故臺灣總督府於1921年5月27日公告河川名改為「八掌溪」，也因此臺灣總督府交通局鐵道部自1938年起，將「八獎溪橋」改名為「八掌溪橋」。
戰後中華民國時期二代橋於1951年1月4日起至14日止，每日上午封鎖路線，抽換台鐵局鋼梁廠自製的新鋼梁，提高橋梁載重。
1973年起縱貫線全線（基隆～高雄間）分段進行鐵路電氣化工程，本橋橋上增設電車線電桿等設備。1979年4月23日，包含第二代橋在內的嘉義～臺南間完成通電。
二代橋使用至1991年3月20日配合第四代橋東正線通車後廢棄拆除。

### 第三代橋
戰後中華民國時期之臺灣鐵路管理局自1967年9月起分階段將縱貫線彰化～民雄間、嘉義～新市間之單線鐵路擴建為複線鐵路，於第二代橋下游側新建第三代橋，做為西正線（北上線）橋。
第三代八掌溪橋為單線上承式鋼鈑梁橋，長236.37公尺，共12孔橋孔，每孔跨度19.2公尺，基礎採用長度21至27公尺深的場鑄樁，橋墩為RC造，於1970年4月完工，最遲在同年6月隨南靖與後壁間雙軌化通車而啟用。第三代橋通車後，原二代橋改做東正線（南下線）橋。
1973年起縱貫線全線（基隆～高雄間）分段進行鐵路電氣化工程，本橋與第二代橋相同，在橋上增設電車線電桿等設備。1979年4月23日，包含第三代橋在內的嘉義～臺南間完成通電。
三代橋使用至1991年1月30日因第四代橋西正線通車後停用拆除。

### 第四代橋（現役）
台灣日治時期後期及戰後時期，台鐵局陸續改建或補強老舊鐵路橋梁，並自1980年代起，大規模重建舊橋，除了已經重建完成者之外，盤點出29座橋梁，分別納入「鐵路沿線老舊橋梁重建工程」及「五大橋梁重建工程」兩項計畫，而八掌溪橋是以前者的工程計畫重建，是為第四代橋。
第四代橋建造於第三代橋北端下游側約40公尺及南端下游側約80公尺處，嘉連營造有限公司承包建造，橋台為懸臂式，主橋下部結構為單圓柱形懸臂式橋墩及直徑80公分預鑄式（部分為場鑄式）預力混凝土基樁、上部結構為上承式預力箱型梁，全長297公尺，計15孔橋孔，每孔跨徑19.8公尺，自1987年11月決標開工，1990年12月竣工並完成南、北引道鋪軌，橋面鋪設傳統道碴式軌道，次年（1991年）1月30日切換西主正線通車並停用第三代橋、3月20日完成撥接東主正線通車，自此第二代橋功成身退。
第四代橋完工後，臺鐵局於該橋北方（嘉義縣境）路線東側設置「八掌乾坤」四字石碑，以資紀念。

#### 風災
2024年7月25日下午，因凱米颱風來襲帶來豪大雨，第四代橋南橋台後方路基（路堤）遭洪水沖刷淘空，長約30公尺、寬約20公尺、高約7公尺，鐵軌與枕木懸空，路線中斷，嘉義=新營間改為公路接駁疏運，計行駛嘉義＝新營間、新營往返後壁、南靖及水上間、新營＝林鳳營間等接駁路線。
南橋台路基淘空段於洪水稍退，台鐵公司即與水利署第五河川分署共同搶修，以路基級配回填3000立方公尺、9公尺長鋼板樁雙層打設約140公尺補強，電力、通訊號誌纜線一併復舊，於同年8月1日佈碴、砸道完成，夜間試運轉，8月2日起恢復雙向通車。

### 未來規劃
台鐵局尚在辦理八掌溪橋改建工程可行性評估或規劃作業，將待完成規劃後交由交通部鐵道局接辦。